# Shizuo Miyama
Shizuo Miyama (Prefectura d'Hiroshima, Japó), és un exfutbolista japonès.

## Selecció japonesa
Shizuo Miyama va disputar 2 partits amb la selecció japonesa.